# Özdal
Özdal ist ein türkischer männlicher und weiblicher Vorname sowie Familienname, gebildet aus den türkischen Elementen öz und dal.

## Namensträger

### Familienname
- Nihat Özdal (* 1984), türkischer Pädagoge und Lyriker
- Turhal Özdal (* 1972), deutscher Politiker (Grüne)